# Cryosophila bartlettii
Cryosophila bartlettii är en enhjärtbladig växtart som beskrevs av R.J.Evans. Cryosophila bartlettii ingår i släktet Cryosophila och familjen Arecaceae. IUCN kategoriserar arten globalt som starkt hotad. Inga underarter finns listade i Catalogue of Life.